# Communauté de communes du Pays d'Uzerche
La communauté de communes du Pays d'Uzerche est une communauté de communes française située dans le département de la Corrèze, en région Nouvelle-Aquitaine.

## Historique
La communauté de communes du Pays d'Uzerche a été créée le 31 décembre 1999 par les neuf communes historiques du canton d'Uzerche. Trois autres communes, Orgnac-sur-Vézère, Perpezac-le-Noir et Vigeois la rejoignent le 1er janvier 2014.
Le 1er janvier 2025, les communes de Saint-Martin-Sepert et Saint-Pardoux-Corbier, en provenance de la communauté de communes du Pays de Lubersac-Pompadour, fusionnent avec la commune de Saint-Ybard pour constituer la commune nouvelle des Trois-Saints, au sein de l'intercommunalité.

## Territoire communautaire

### Composition
La communauté de communes est composée des 12 communes suivantes :

| Nom                 | Code Insee | Gentilé        | Superficie (km2) | Population (dernière pop. légale) | Densité (hab./km2) |
| ------------------- | ---------- | -------------- | ---------------- | --------------------------------- | ------------------ |
| Uzerche (siège)     | 19276      | Uzerchois      | 23,85            | 2 806 (2022)                      | 118                |
| Condat-sur-Ganaveix | 19060      | Condatois      | 37,52            | 648 (2022)                        | 17                 |
| Espartignac         | 19076      | Espartignacois | 14,03            | 409 (2022)                        | 29                 |
| Eyburie             | 19079      | Eyburicois     | 29,14            | 488 (2022)                        | 17                 |
| Lamongerie          | 19104      |                | 12,15            | 124 (2022)                        | 10                 |
| Masseret            | 19129      | Masserétois    | 13,55            | 670 (2022)                        | 49                 |
| Meilhards           | 19131      | Meilhardois    | 44,99            | 538 (2022)                        | 12                 |
| Orgnac-sur-Vézère   | 19154      | Orgnacois      | 18,76            | 321 (2022)                        | 17                 |
| Perpezac-le-Noir    | 19162      |                | 24,79            | 1 254 (2022)                      | 51                 |
| Les Trois-Saints    | 19248      | Trois-Saintois | 63,2             | 1 367 (2022)                      | 22                 |
| Salon-la-Tour       | 19250      |                | 43,01            | 679 (2022)                        | 16                 |
| Vigeois             | 19285      | Vigeoyeux      | 43,25            | 1 295 (2022)                      | 30                 |

### Démographie
| 1968   | 1975   | 1982   | 1990  | 1999  | 2010  | 2015  | 2022   |
| ------ | ------ | ------ | ----- | ----- | ----- | ----- | ------ |
| 11 830 | 10 717 | 10 237 | 9 481 | 9 471 | 9 945 | 9 738 | 10 599 |

## Administration

### Siège
Le siège de la communauté de communes est situé à Uzerche.

### Les élus
Le conseil communautaire de la communauté de communes se compose de 32 conseillers,, élus pour une durée de six ans.
Ils sont répartis comme suit :
| Nombre de conseillers | Communes                                                                      |
| --------------------- | ----------------------------------------------------------------------------- |
| 8                     | Uzerche                                                                       |
| 4                     | Les Trois-Saints                                                              |
| 3                     | Perpezac-le-Noir, Vigeois                                                     |
| 2                     | Condat-sur-Ganaveix, Espartignac, Eyburie, Masseret, Meilhards, Salon-la-Tour |
| 1 (+1 suppléant)      | Lamongerie, Orgnac-sur-Vézère                                                 |

### Présidence
À l'issue des élections municipales et communautaires de 2020, la communauté de communes a élu Catherine Chambras, 1re adjointe au maire d'Uzerche, comme présidente de l'intercommunalité pour le mandat 2020-2026.
| Période        | Période        | Identité           | Étiquette | Qualité                                                                                          |
| -------------- | -------------- | ------------------ | --------- | ------------------------------------------------------------------------------------------------ |
|                | 3 mars 2016    | Sophie Dessus      | PS        | Maire d'Uzerche (2001-2016) et députée de la Corrèze (2012-2016)                                 |
| 11 juin 2016   | 8 juillet 2020 | Michel Dubech      | DVD       | 1er adjoint au maire de Saint-Ybard jusqu'en 2020 Conseiller municipal d'Uzerche (mai-août 2020) |
| 8 juillet 2020 | En cours       | Catherine Chambras | DVG       | 1re adjointe au maire d'Uzerche                                                                  |

### Compétences
- Développement économique
- Tourisme
- Enfance
- Logement et habitat
- Artisanat et commerce
- Ordures ménagères
- Équipements culturels, sportifs et pédagogiques
- Action sociale

### Régime fiscal et budget
Le régime fiscal de la communauté de communes est la fiscalité professionnelle unique.